# Cut Mini Theo
Cut Mini Theo (ur. 30 grudnia 1973 w Dżakarcie) – indonezyjska aktorka, modelka i prezenterka telewizyjna.
Swój debiut aktorski miała jako Meimei w filmie Arisan! z 2003 r. Zagrała także w produkcjach: Fantasi, Laskar Pelangi, Kawin Kontrak Lagi, Kembang Perawan, Arisan! 2, Athirah. Oprócz tego ma na swoim koncie role w serialach telewizyjnych, jak np. Kejarlah Daku Kau Kutangkap, Gara-Gara Inul, Kiri Istri Kanan Mertua.
Za grę aktorską w filmie Athirah otrzymała szereg nagród (Indonesian Movie Actors Awards 2017, nagroda Citra – Festival Film Indonesia 2016, nagroda Maya – 2016).